# Giro delle Fiandre 1978

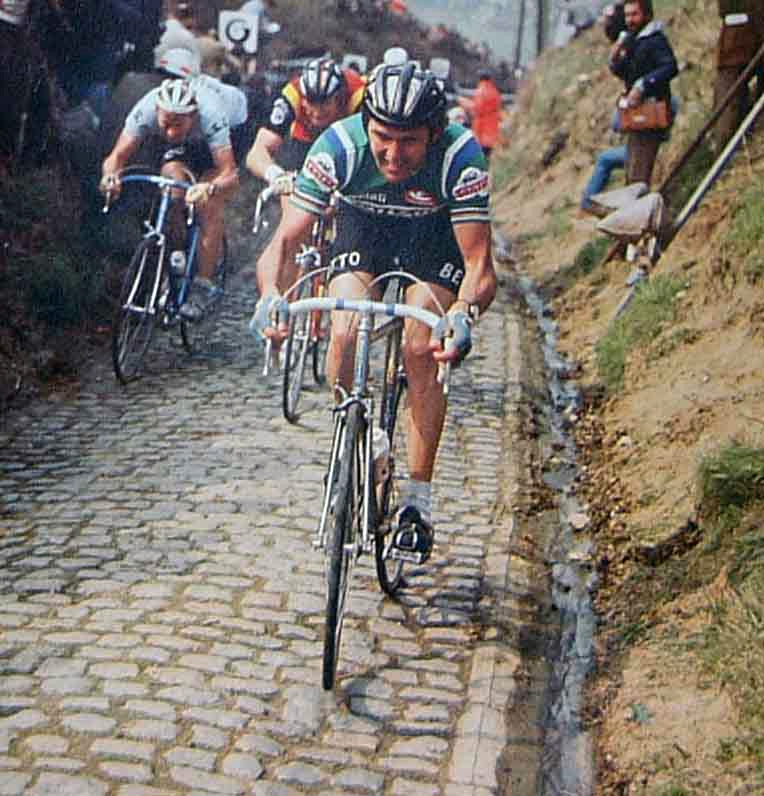
Roger de Vlaeminck al Giro delle Fiandre nel 1978

Il Giro delle Fiandre 1978, sessantaduesima edizione della corsa, fu disputato il 9 aprile 1978, per un percorso totale di 260 km. Fu vinto dal belga Walter Godefroot, al traguardo con il tempo di 6h12'00", alla media di 41,935 km/h, davanti a Michel Pollentier e Gregor Braun.
I ciclisti che partirono da Sint-Niklaas furono 174; coloro che tagliarono il traguardo a Meerbeke furono 47.

## Ordine d'arrivo (Top 10)
| Pos. | Corridore              | Squadra   | Tempo    |
| ---- | ---------------------- | --------- | -------- |
| 1    | Walter Godefroot       | Ijsboerke | 6h12'00" |
| 2    | Michel Pollentier      | Flandria  | s.t.     |
| 3    | Gregor Braun           | Peugeot   | s.t.     |
| 4    | Jos Jacobs             | Ijsboerke | a 50"    |
| 5    | Jean-Luc Vandenbroucke | Peugeot   | s.t.     |
| 6    | Herman Van Springel    | Marc      | s.t.     |
| 7    | Francesco Moser        | Sanson    | s.t.     |
| 8    | Freddy Maertens        | Flandria  | s.t.     |
| 9    | Walter Planckaert      | C & A     | s.t.     |
| 10   | Roger De Vlaeminck     | Sanson    | s.t.     |